# Liste des épisodes de Star Ocean EX
Cet article présente la liste des épisodes de Star Ocean EX
Pour les articles homonymes, voir Star Ocean.
| Ép | Titre français      | Titre Japonais           | Titre Japonais | Date de 1re diffusion |
| Ép | Titre français      | Kanji                    | Rōmaji         | Date de 1re diffusion |
| -- | ------------------- | ------------------------ | -------------- | --------------------- |
| 1  | Téléportation       | 時空転送                 | Navigation1    | 3 avril 2001          |
| 2  | Rencontre           | 遭遇～コンタクト～       | Navigation2    | 10 avril 2001         |
| 3  | La pierre magique   | 魔石                     | Navigation3    | 17 avril 2001         |
| 4  | Magie Héraldique    | 紋章術師                 | Navigation4    | 24 avril 2001         |
| 5  | Kuhazan             | 空破斬                   | Navigation5    | 1 mai 2001            |
| 6  | Le dragon bicéphale | 双頭竜                   | Navigation6    | 8 mai 2001            |
| 7  | Tétragènes          | 異邦人[テトラジュネス]   | Navigation7    | 15 mai 2001           |
| 8  | La larme            | 涙                       | Navigation8    | 22 mai 2001           |
| 9  | Port Herlie         | 潮風[ハーリー]           | Navigation9    | 29 mai 2001           |
| 10 | Vaisseau fantôme    | 幽霊船                   | Navigation10   | 5 juin 2001           |
| 11 | L'inventeur         | 発明少女                 | Navigation11   | 12 juin 2001          |
| 12 | Metox               | 月光花[メトークス]       | Navigation12   | 19 juin 2001          |
| 13 | Bolide              | 暴走                     | Navigation13   | 26 juin 2001          |
| 14 | Lacour              | 魔剣[ラクール]           | Navigation14   | 3 juillet 2001        |
| 15 | Suspicion           | 疑惑                     | Navigation15   | 10 juillet 2001       |
| 16 | Leon                | 少年[レオン]             | Navigation16   | 17 juillet 2001       |
| 17 | Ruines              | 遺跡                     | Navigation17   | 24 juillet 2001       |
| 18 | Forteresse          | 要塞                     | Navigation18   | 31 juillet 2001       |
| 19 | Solitude            | 孤独                     | Navigation19   | 7 août 2001           |
| 20 | Espoir              | 希望                     | Navigation20   | 14 août 2001          |
| 21 | Réunion             | 再会                     | Navigation21   | 21 août 2001          |
| 22 | Amis                | 仲間                     | Navigation22   | 28 août 2001          |
| 23 | Lacour Hope         | 決戦[ラクールホープ]     | Navigation23   | 4 septembre 2001      |
| 24 | Château Mécanique   | 機械城                   | Navigation24   | 11 septembre 2001     |
| 25 | Pierre d'Energie    | 輝光石[エナジーストーン] | Navigation25   | 18 septembre 2001     |
| 26 | Bravoure            | 勇者[クロード]           | Navigation26   | 25 septembre 2001     |